# Emilio Di Stefano
Emilio Di Stefano (Eboli, 5 febbraio 1953) è un paroliere italiano.

## Biografia
Nasce ad Eboli il 5 febbraio 1953. Nel 1976 si laurea, con lode, presso la facoltà di Magistero dell’Università degli studi di Salerno. La sua attività professionale di docente di Materie Letterarie è stata legata fino al 2012 all'Istituto "J. Monnet" di Mariano Comense. È un autore di testi per canzoni dedicate ai bambini. Vive in provincia di Como.

### Gli esordi
Interessato alla scrittura in versi, fu attratto fin da giovane anche dalla “forma canzone”. Nel 1971 iniziò così a scriverne per gli “Angeli blu”, il gruppo beat amatoriale di cui era il cantante. 
Tale sua attenzione lo portò nel 1987 a collaborare con Vito Mercurio, violinista della Nuova compagnia di Canto Popolare. Dal sodalizio nacquero: Quando c’è l’amore…; Si è soli; Non ci sto; In un perché; Ch’aggia fa. I brani confluirono nell'album: A paura (Panarecord, 1988) di Antonio Murro, che partecipò al Festival di Sanremo del 1989.
L’album di Vito Mercurio dell’anno successivo, Sfonda …chi tocca il fondo (Carosello Records & Tapes, 1990), conteneva le sue: In fondo al fondo…(Va bene così), L'importante è arrivare, Angeli miopi, A te sì a te no, Notte brava. 

### Lo Zecchino d'Oro
L'incontro con Tony Martucci, storico autore dello Zecchino d'Oro, lo aprì nel 1993 al mondo della canzone per bambini. Arrivò la sua prima partecipazione allo Zecchino d'Oro con Mamma che stress. 
Nel 1994, dopo l'incontro con Franco Fasano, iniziò con lui una proficua collaborazione artistica. Con lui e per lo Zecchino d'Oro scrisse il testo di Goccia dopo goccia, adottata dall'UNICEF come bandiera di quell'anno.
Ad essa, sempre su musiche di Franco Fasano, seguirono negli anni successivi altre canzoni:
Ma chi l’ha detto... (1995, 38º Zecchino); È meglio Mario (1996-39°), che si aggiudicò lo Zecchino d’Oro e “G” d’oro; Un bambino terribile (1997-40°), che vinse lo Zecchino d’argento, lo Zecchino d’oro nonché la “G” d’oro). 
Nel 1998 - 41ª edizione della manifestazione - la denuncia dello sfruttamento del lavoro minorile fu il tema, insolito per quel contesto, di Batti cinque (4/4 di silenzio).
L’anno seguente, il 1999, furono in gara due sue canzoni: Gira, che è un girotondo e Io, col 2000….
Nel 2002 e poi nel 2003 scrisse La pace c'è! e Ti canterò (per la gioia che mi dai), versioni italiane delle canzoni Oghniatou' Sèlè e Quelle joie de chanter pour Toi. 
Dal 2013 iniziò la sua collaborazione artistica col maestro Marco Iardella con cui scrisse Facile facile (2013), Un sogno leggerissimo (2014) e Kyro (2016) (2ª classificata, ma che vinse la prima serata di quell'edizione e lo Zecchino “colpo di fulmine”).
Altre canzoni per il mondo dell’infanzia: Che differenza c’è! (in collaborazione con Tony Martucci su musica di G. Fasano edita da Bimbostar-Canzone per un amico, Starinsieme s.a.s, 2005); O camomilla o ragù (2007), con cui partecipò all'Ambrogino d'Oro; Nonno grande (Edizioni musicali Katalì, 2011), Natale è di più (Agrifoglio Edizioni musicali, 2015) cantata da I Piccoli Cantori di Milano di Laura Marcora.
Nel 2023 è allo Zecchino d’oro con “Ci vorrebbe un ventaglio" (Musica: Gianluca Buresta e Giorgio Iommi), cantata da Aurora Esposito.
https://www.youtube.com/watch?v=L5nrrdDwSb8

### Al di là dello Zecchino
La sua scrittura non ha una vocazione esclusiva per il mondo dell’infanzia.
Sempre su musica di Franco Fasano, sono suoi i testi di: Guida tu, nell'album di Franco Fasano Scherzando scherzando (Nar International, 2000), Fiore di campo di primavera proposta da Franco Califano, nel suo Non escludo il ritorno (Magika 2005) e Matrioska, presente nell’album Piccolino (PDU 2011), di Mina, ma anche Improvvisamente il Blu, unica versione italiana autorizzata della celeberrima Have You Ever Seen the Rain, inserita nell'album 2001 e oltre dei Camaleonti. (Nar international, 2001). Nel 2022 ritorna al Festival di Sanremo come autore della canzone Voglio amarti interpretata da Iva Zanicchi.
Nel 2019 con La voce della terra, interpretata da Marta Viola, rappresenta l’Italia al Junior Eurovision Song Contest  tenutosi  a Gliwice Arena di Gliwice, in Polonia.

### Altro
Per Radio Baby, un'emittente radiofonica satellitare, quasi ai primordi dell’era digitale, dedicata esclusivamente ai bambini, è il programma Trallallaura.
Nel 2015 ha pubblicato un libro di poesie: Provvisorie conclusioni (Samuele Editore).
Nel 2021 ha pubblicato una silloge poetica, Asterischi (Samuele Editore, 2021), con una interessantissima lettura di Marisa Brecciaroli
https://www.poetrytherapy.it/gli-autori/marisa-brecciaroli
https://www.laboratoripoesia.it/una-domanda-al-poeta-emilio-di-stefano/